# Geogarypus globulus
Geogarypus globulus är en spindeldjursart som beskrevs av Sivaraman 1980. Geogarypus globulus ingår i släktet Geogarypus och familjen Geogarypidae. Inga underarter finns listade i Catalogue of Life.